# Van der Goes

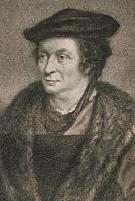
Aert van der Goes, Landesadvokat von Holland in den Jahren 1525 bis 1544

Van der Goes ist der Name eines niederländischen Patrizier- und Regentengeschlechts.
Der Name Van der Goes kam schon im 13. Jahrhundert in der Region um Delft vor. Die chronologische Stammreihe beginnt mit Witte van der Goes und dessen Sohn Mr. Aert van der Goes (1475–1545), dem holländischen Landesadvokaten. Deren Nachkommen gehörten dem Delfter Patriziat an. Im 19. Jahrhundert wurde das Geschlecht in den neuen niederländischen Adel eingeführt. Die Zweige mit dem Titel Baron sind heutzutage ausgestorben. Einzig Familienzweige mit dem adeligen Prädikat Jonkheer existieren noch.

## Familienmitglieder
- Aert van der Goes (1475–1545), Landesadvokat von Holland
- Adriaen van der Goes (ca. 1505–1560) Landesadvokat von Holland
- Joannes Antonides van der Goes (1647–1684), Dichter und Dramatiker
- Maarten van der Goes van Dirxland (1751–1826), niederländischer Außenminister
- Aert van der Goes (1741–1789), Vogt und Deichgraf von Oudewater
- Franc van der Goes (1772–1855), Bürgermeister von Loosduinen.
- Hendrik Maurits van der Goes (1774–1830), Mitglied der niederländischen Ersten Kammer der Generalstaaten, Vorsitzender der Zweiten Kammer der Generalstaaten
- Louis Napoleon van der Goes van Dirxland (1806–1885), niederländischer Außenminister
- Marinus van der Goes van Naters (1900–2005), sozialdemokratischer Politiker